# Xhevdet Muriqi
Xhevdet Muriqi (ur. 4 marca 1963 w Peciu) – jugosłowiański i kosowski piłkarz.